# تل شاغربازار

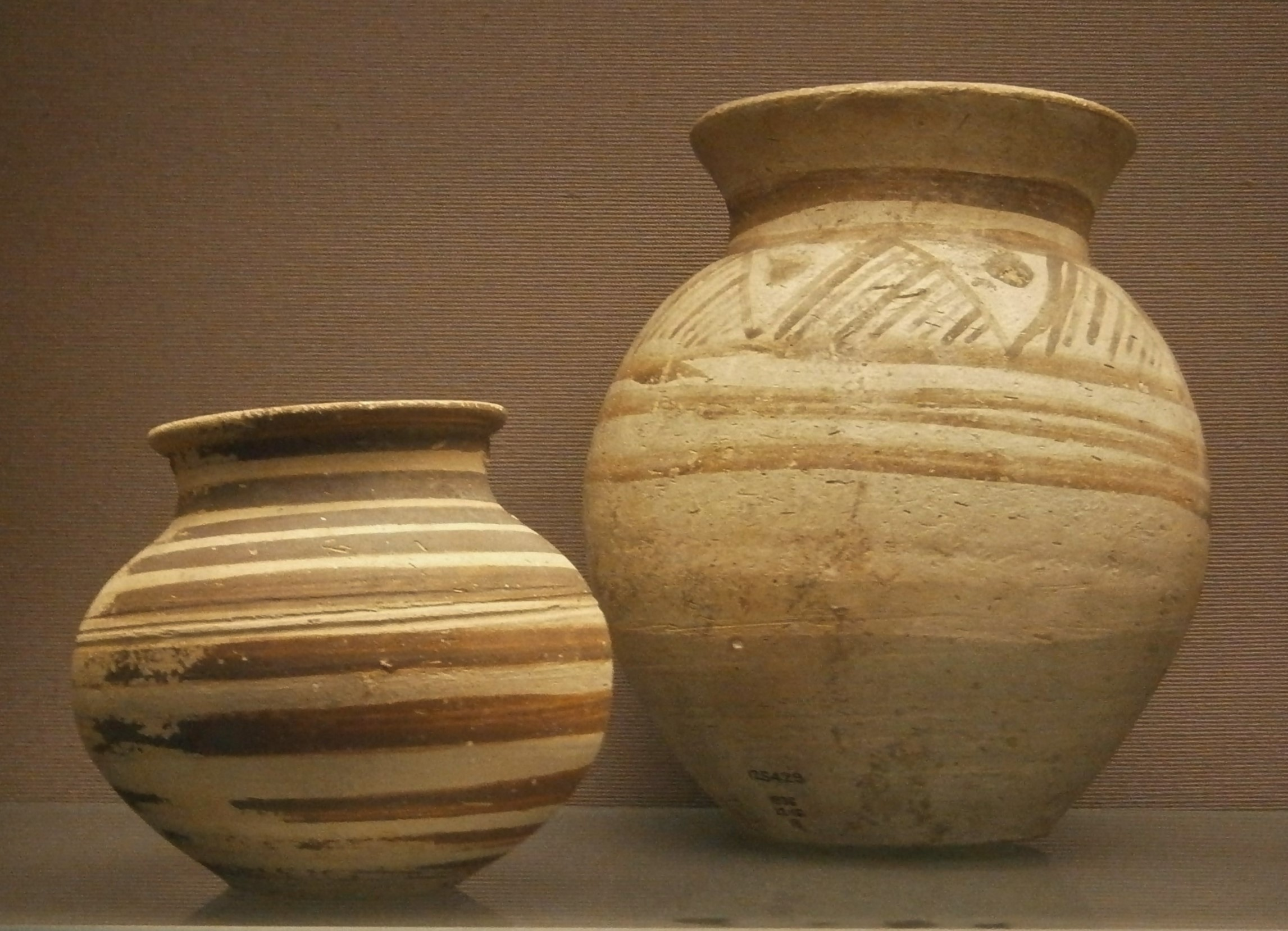
جرتان من فخار الخابور المسمى على اسم منطقة نهر الخابور، في شمال شرق سوريا، تعود هذه الجرار إلى النصف الأول من الألفية الثانية قبل الميلاد. عُثر عليها في شاغربازار.

تل شاغربازار تل وموقع أثري يبعد مسافة /35/ كم شمال مدينة الحسكة في شمال شرق سوريا في قرية حطين التابعة لناحية عامودة. تبلغ مساحته 200X300م أمكن التعرف فيه على سويات حضارية تعود إلى الألفين الرابع والخامس ق.م. كما عثر فيه على مجموعة من الرقم المسمارية تعود إلى الفترة البابلية القديمة (القرن 18 ق.م.) وآثار أخرى.

## التنقيبات
أسفرت تنقيبات البعثة الأثرية السورية ـ البلجيكية ـ البريطانية المشتركة في موقع تل شاغر بازار في الشمال الشرقي من سوريا، وتم الكشف على الطبقات الحضارية للتل. المؤرخة بين الألف الخامس ق.م والألف الثاني ق.م. حيث أمكن الكشف عن أجزاء لمبنى حكومي بني من اللبن يعود للألف الثاني ق.م. ومجموعة من الأبنية السكنية عثر بداخلها على مجموعة من المدافن تفصل بينها شوارع إضافة لقنوات لتصريف المياه. ويبلغ طول أحد الشوارع 35 م وعرضه متر واحد مرصوف بالحجارة والكسر الفخارية وتتوضع على طرفيه مجموعة من الأبنية تعود للألف الثاني ق.م وأخرى تعود للألف الثالث ق.م. أمكن التعرف على سويات حضارية تعود إلى الألفين الرابع والخامس ق.م. من ناحية ثانية عثر على مجموعة من الرقم المسمارية تعود إلى الفترة البابلية القديمة (القرن 18 ق.م).

## محتويات اللقى

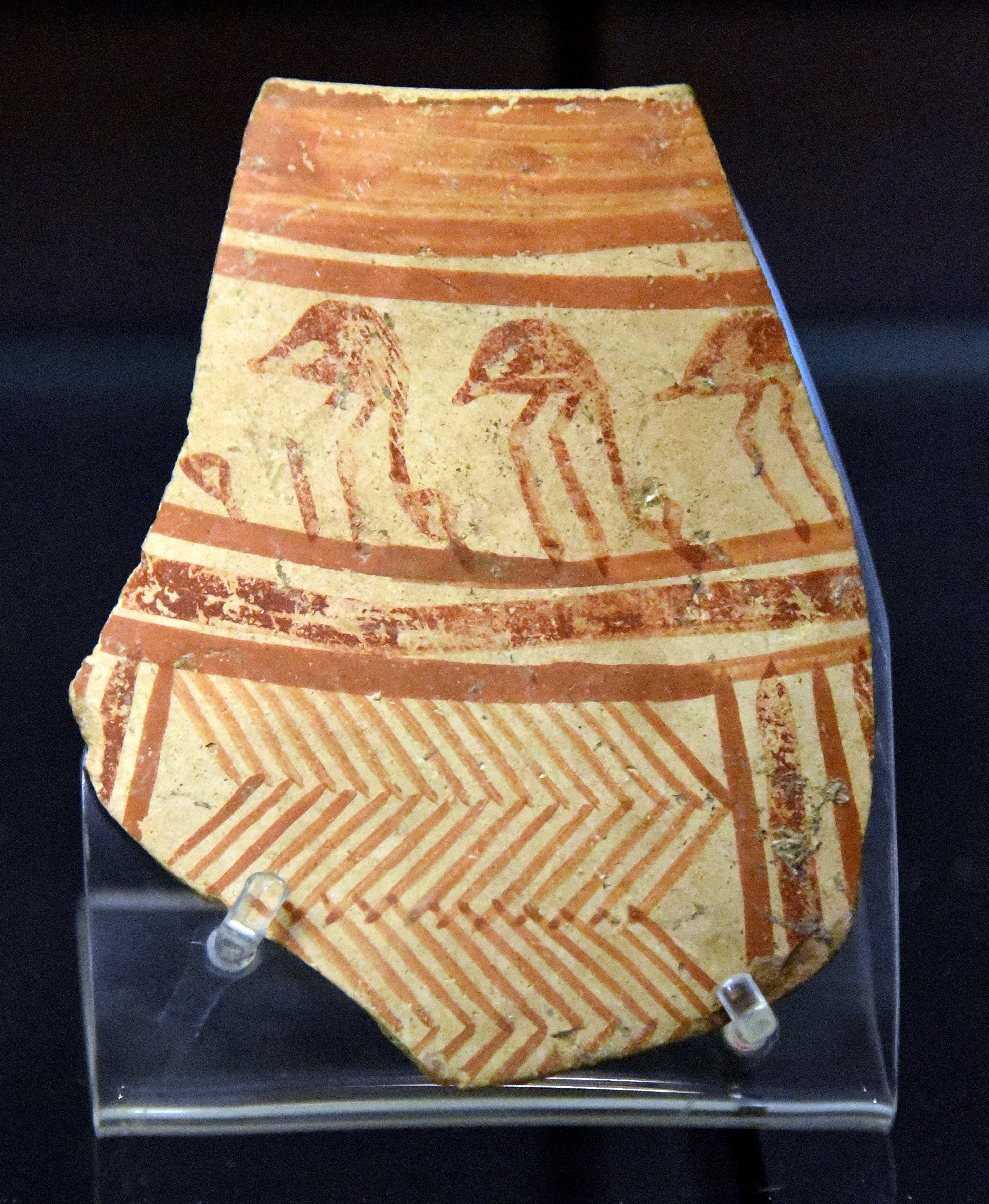
قطعة فخارية صغيرة مطلية برسوم باللون البني لطيور تخوض في الماء كانت من بين المكتشفات التي عثر عليها السير مالوان في عام 1935 في منطقة تل شاغربازار بسوريا ويعود تاريخها إلى حقبة حلف ما بين عامي 6000-5000 قبل الميلاد.

تتحدث المكتشفات في شاغر بازار عن العلاقات الاقتصادية وأسماء الولادات والوفيات في تلك الفترة وعن العلاقات بين حضارة تل شاغر بازار والحضارات السورية وفي المناطق المجاورة. وقد ذكر فيها اسم الملك الآشوري شمشي حدد الأول الذي حكم في القرن الثامن عشر ق.م. وتشير القراءة الأولية للعديد من تلك الرقم إلى أنها أفياش للشرب في حانة ويعود ذلك إلى صغر حجمها (3 ـ 5 سم). وعثر أيضًا على مجموعة من طبعات الأختام عند مدخل المبنى الحكومي الذي اكتشف جزء منه ويعود للفترة البابلية. كذلك عثرت البعثة المشتركة على مجموعة من الأواني الفخارية والبرونزية أهم ها يعود إلى فترة نينوى بأشكالها الثلاثية (المحزز. والمحفور. والملون). وعلى مجموعة من الخرز والدمى الإنسانية والحيوانية وأدوات بازلتية تعود إلى فترة من فترات ازدهار الحضارات السورية في الألفين الثاني والثالث ق.م.
ومن أهم هذه اللقى:
- مجموعة من الرقم المسمارية وأختام تعود إلى الفترة البابلية
- تمثال دمية طينية للربة عشتار تعود للألف الثاني قبل الميلاد
- تمثال للإلهة الأم (الإلهة السورية القديمة) تعود إلى فترة حلف تل حلف أي إلى الألف الخامس قبل الميلاد